# Зорянский сельский совет (Межевский район)
Зорянский сельский совет (укр. Зорянська сільська рада) — входит в состав
Межевского района
Днепропетровской области
Украины.
Административный центр сельского совета находится в 
с. Зоряное.

## Населённые пункты совета
- с. Зоряное
- с. Зелёное
- с. Крутояровка
- с. Малая Покровка
- с. Малиево
- с. Малиевское
- с. Мироновое
- с. Полтавское